# Deutsche Fußballmeisterschaft 1929/30
Die dreiundzwanzigste deutsche Fußballmeisterschaft, ausgespielt in der Saison 1929/30, brachte bei der fünften Finalteilnahme der Mannschaft von Hertha BSC in Folge für diese den lang ersehnten Meistertitel. Es war der erste Titel seit 19 Jahren, der wieder in die Reichshauptstadt ging. Dabei sah es nach zehn Spielminuten im Finale nach der fünften Niederlage für die Herthaner aus, denn die Mannschaft lag nach dieser Zeit gegen den Überraschungsfinalisten Holstein Kiel bereits mit 0:2 zurück. Am Ende stand es in einem der spannendsten und torreichsten Endspiele der deutschen Fußballgeschichte 5:4 für die Berliner.
Eine Überraschung gab es im Norden: Der Hamburger SV konnte sich zum ersten Mal seit 1921 nicht für die Endrunde qualifizierten. In der regionalen Endrunde reichte es nur für Platz 4.
Beim ATSB feierte in diesem Jahr der TSV Nürnberg-Ost seinen ersten Titelgewinn. Bei der Deutschen Turnerschaft wurde die letzte eigene Fußballmeisterschaft ausgespielt, ab der kommenden Saison schlossen sich die Vereine der DT dem Deutschen Fußball-Bund an. Letzter Meister der Deutschen Turnerschaft wurde die Kruppsche TG Essen. Die Deutsche Jugendkraft spielte wieder keinen Meister aus.

## Teilnehmer an der Endrunde
| Verein                     | Qualifiziert als                                         |
| VfB Königsberg             | Nordostdeutscher Meister                                 |
| FC Titania Stettin         | Nordostdeutscher Vizemeister                             |
| Beuthener SuSV             | Südostdeutscher Meister                                  |
| Vereinigte Breslauer Spfr. | Südostdeutscher Vizemeister                              |
| Hertha BSC                 | Meister Berlin-Brandenburg                               |
| Tennis Borussia Berlin     | Vizemeister Berlin-Brandenburg                           |
| Dresdner SC                | Mitteldeutscher Meister                                  |
| VfB Leipzig                | Mitteldeutscher Pokalsieger                              |
| Holstein Kiel              | Norddeutscher Meister                                    |
| SV Arminia Hannover        | Norddeutscher Vizemeister                                |
| FC Schalke 04              | Westdeutscher Meister                                    |
| VfL Benrath                | Westdeutscher Vizemeister                                |
| SpVgg Sülz 07              | Sieger der westdeutschen Qualifikation zum 3. Teilnehmer |
| Eintracht Frankfurt        | Süddeutscher Meister                                     |
| SpVgg Fürth                | Süddeutscher Vizemeister                                 |
| 1. FC Nürnberg             | Sieger der süddeutschen Qualifikation zum 3. Teilnehmer  |

## Achtelfinale
| Datum        |                      | Ergebnis  | !Stadion                                                      |
| ------------ | -------------------- | --------- | ------------------------------------------------------------- |
| 18. Mai 1930 | Vgt. Breslauer Spfr. | 0:7 (0:3) | 1. FC Nürnberg \|Breslau, Sportpark Grüneiche                 |
| 18. Mai 1930 | FC Schalke 04        | 6:2 (3:1) | SV Arminia Hannover \|Bochum, Stadion an der Castroper Straße |
| 18. Mai 1930 | Eintracht Frankfurt  | 1:0 (0:0) | VfL Benrath \|Frankfurt am Main, Stadion am Riederwald        |
| 18. Mai 1930 | Hertha BSC           | 3:2 (2:2) | Beuthener SuSV \|Berlin, Poststadion                          |
| 18. Mai 1930 | SpVgg Fürth          | 4:1 (3:0) | Tennis Borussia Berlin \|Nürnberg, Städtisches Stadion        |
| 18. Mai 1930 | Holstein Kiel        | 4:3 (3:0) | VfB Leipzig \|Hamburg, Sportplatz Hoheluft                    |
| 18. Mai 1930 | Dresdner SC          | 8:1 (5:0) | VfB Königsberg \|Halle (Saale), Stadion am Zoo                |
| 18. Mai 1930 | FC Titania Stettin   | 2:4 (2:2) | SpVgg Sülz 07 \|Stettin, Richard-Lindemann-Sportplatz         |

- - Das Spiel Fürth : TB Berlin fand im Städt. Stadion statt. - Jenaische Zeitung vom 9. Mai , Seite 9

## Viertelfinale
| Datum        |                | Ergebnis             | !Stadion                                       |
| ------------ | -------------- | -------------------- | ---------------------------------------------- |
| 1. Juni 1930 | 1. FC Nürnberg | 6:2 (3:1)            | FC Schalke 04 \|Fürth, Ronhof                  |
| 1. Juni 1930 | Holstein Kiel  | 4:2 (2:0)            | Eintracht Frankfurt \|Berlin, Preussen-Stadion |
| 1. Juni 1930 | Dresdner SC    | 5:4 n. V. (4:4, 3:1) | SpVgg Fürth \|Dresden, Dresdner Kampfbahn      |
| 1. Juni 1930 | SpVgg Sülz 07  | 1:1 n. V. (1:1, 0:1) | Hertha BSC \|Köln, Müngersdorfer Stadion       |

### Wiederholungsspiel
| Datum        |            | Ergebnis  | !Stadion                            |
| ------------ | ---------- | --------- | ----------------------------------- |
| 9. Juni 1930 | Hertha BSC | 8:1 (4:0) | SpVgg Sülz 07 \|Berlin, Poststadion |

## Halbfinale
| Datum         |               | Ergebnis  | !Stadion                                        |
| ------------- | ------------- | --------- | ----------------------------------------------- |
| 15. Juni 1930 | Hertha BSC    | 6:3 (3:3) | 1. FC Nürnberg \|Leipzig, Probstheidaer Stadion |
| 15. Juni 1930 | Holstein Kiel | 2:0 (0:0) | Dresdner SC \|Duisburg, Wedaustadion            |

## Finale
| Hertha BSC                                          | Hertha BSC | Holstein Kiel | Holstein Kiel |
| --------------------------------------------------- | --- | --- | ------------- |
| Hertha BSC                                          | \| Sonntag, 22. Juni 1930 in Düsseldorf (Rheinstadion) \| \| Ergebnis: 5:4 (3:3) \| \| Zuschauer: 40.000 \| \| Schiedsrichter: Willi Guyenz (Essen) \|              | \| Sonntag, 22. Juni 1930 in Düsseldorf (Rheinstadion) \| \| Ergebnis: 5:4 (3:3) \| \| Zuschauer: 40.000 \| \| Schiedsrichter: Willi Guyenz (Essen) \|                                                              | Holstein Kiel |
| Hertha BSC                                          | Paul Gehlhaar – Willi Völker, Rudolf Wilhelm – Otto Leuschner, Ernst Müller, Herbert Radecke – Hans Ruch, Johannes Sobek, Bruno Lehmann, Willi Kirsei, Hermann Hahn | Alfred Kramer – Theodor Lagerquist, Josef Zimmermann – Christian Baasch, Oskar Ohm, Waldemar Lübke – Kurt Voß, Oskar Ritter, Johannes Ludwig, Werner Widmayer, Franz Esser Cheftrainer: Karl Heinlein ( Österreich) | Holstein Kiel |
| Hertha BSC                                          | 1:2 Sobeck (22.) 2:2 Sobeck (26.) 3:3 Lehmann (36.) 4:3 Lehmann (68.) 5:4 Ruch (87.)                                                                                | 0:1 Widmayer (4.) 0:2 Ritter (8.) 2:3 Ludwig (29.) 4:4 Ritter (82.) | Holstein Kiel |
| Hertha BSC                                          | Platzverweis: Ludwig (80.) | | Holstein Kiel |
| Sonntag, 22. Juni 1930 in Düsseldorf (Rheinstadion) | | |               |
| Ergebnis: 5:4 (3:3)                                 | | |               |
| Zuschauer: 40.000                                   | | |               |
| Schiedsrichter: Willi Guyenz (Essen)                | | |               |

## Torschützenliste
| Spieler | Spieler         | Verein         | Spiele | Tore |
| ------- | --------------- | -------------- | ------ | ---- |
| 1.      | Josef Schmitt   | 1. FC Nürnberg | 3      | 7    |
| 2.      | Willi Kirsei    | Hertha BSC     | 5      | 6    |
| 3.      | Werner Widmayer | Holstein Kiel  | 4      | 5    |
| 4.      | Andreas Franz   | 1. FC Nürnberg | 2      | 4    |
| 4.      | Josef Hornauer  | 1. FC Nürnberg | 2      | 4    |